# Pavla Čáslavská
Pavla Čáslavská, rozená Pavla Tausková (* 5. června 1947), byla česká a československá politička Komunistické strany Československa a poslankyně Sněmovny národů Federálního shromáždění za normalizace.

## Biografie
K roku 1976 se profesně uvádí jako brusička. Ve volbách roku 1976 zasedla do české části Sněmovny národů (volební obvod č. 9 – Praha 10, hlavní město Praha). Mandát obhájila ve volbách roku 1981 (obvod Praha 10) a volbách roku 1986 (obvod Praha 2, 10). Ve Federálním shromáždění setrvala do konce funkčního období, tedy do svobodných voleb roku 1990. Netýkal se jí proces kooptací do Federálního shromáždění po sametové revoluci.